# Лауххаммер
Лауххаммер (нем. Lauchhammer) — город в Германии, в земле Бранденбург.
Входит в состав района Верхний Шпревальд-Лужица.   Занимает площадь 88,43 км². Официальный код  —  12 0 66 176.
Город подразделяется на 5 городских районов.

## Население
| Год  | Население |
| ---- | --------- |
| 1990 | 24 945    |
| 1995 | 22 948    |
| 2000 | 20 769    |
| 2005 | 18 697    |
| 2010 | 16 956    |
| 2015 | 15 084    |
| 2020 | 14 070    |

## Промышленность
Город приобрел большое значение в XIX веке благодаря развитию промышленности. Лауххаммер особенно известен своими сталелитейными заводами, которые были основаны в XVIII веке баронессой фон Лёвендаль. На литейном заводе Лауххаммера до сих пор производятся высококачественные художественные отливки, которыми можно полюбоваться во многих уголках Германии и мира.

### История
В 1725 году баронесса фон Лёвендаль основала первый металлургический завод с доменной печью на древесном угле. Выбор места был сделан из-за большого запаса руды в болотистой почве и название места было обусловлено названием прудов Лауххаммер нем. Lauchhammer.
Дальнейший рассвет произошел в 1776 году, когда владелец завода Детлев Карл граф фон Эйнзидель решил выпускать литейные формы на основе античных скульптур. 
К 1781 году на завод были приглашены чешский скульптор Вискочилла и его коллега Маттерсбергер из Тироля, разрабатывающие метод литья крупных фигур в одном куске металла. 
Только в 1784 году, впервые в мире, удалось отлить целиком чугунную форму скульптуры, после чего завод стал известен как новатор художественных технологий.
С 1810 по 1841 год архитектор и художник Карл Фридрих Шинкель, работая в Берлине, проектирует чугунную мебель и предметы интерьера, которые заказываются на заводе Лауххаммер, тогда же отливается первый на заводе чугунный колокол.
В ХIX веке завод перепрофилировался на бронзовое литьё скульптур, но с началом Первой мировой войны, бронзовое литье было остановлено.
В период нацистской Германии, с 1933 по 1944 года, завод выпускал национал-социалистическую символику. С 1945 были возоблены художественные отливки послевоенного периода, в том числе памятник Фрица Кремера "Борцам Сопротивления" в Освенциме и Бухенвальде. 
В 1993 году завод был реприватизирован, с 1994 возобновлен выпуск колоколов, с 1997 выпускалась историческая латунная фурнитура для дверей и окон, чугунное литье.
Завод продолжает работать и в настоящее время. 

## Культура
Город образовался в результате слияния нескольких деревень. 
Культурное наследие города хранят несколько музеев и исторических мест. Замок Лауххаммер-Вест, построенный в стиле барокко, и парк усадьбы содержатся в наилучшем порядке. В музее художественного литья Лауххаммера хранится коллекция изделий искусства и истории.
В городе имеется башня "Bio Towers" и место расположения "Kunstgiesserei", музей "Kunstguss" и церковь "Friedensgedächtniskirche". 
Современная концепция развития города руководствуется девизом "Лауххаммер - город художественного литья" и направлена на формирование нового имиджа города, где развиваетя туризм и искусство, путем создания образовательного экспериментального центра художественного литья и промышленной культуры. 